# Liste des monuments historiques protégés en 1917
Cet article recense les monuments historiques français classés en 1917.

## Protections
| Édifice                                           | Commune                 | Département     | Région                     | Protection | Base Mérimée                         | Coordonnées                        | Image             |
| ------------------------------------------------- | ----------------------- | --------------- | -------------------------- | ---------- | ------------------------------------ | ---------------------------------- | ----------------- |
| Monastère de Saorge                               | Saorge                  | Alpes-Maritimes | Provence-Alpes-Côte d'Azur | classé     | « PA00080855 », notice no PA00080855 | 43° 59′ 06″ nord, 7° 33′ 18″ est   | catégorie commons |
| Église Saint-Martin                               | Bazenville              | Calvados        | Normandie                  | classé     | « PA00111069 », notice no PA00111069 | 49° 17′ 56″ nord, 0° 35′ 13″ ouest |                   |
| Château de Lasson                                 | Lasson                  | Calvados        | Normandie                  | classé     | « PA00111466 », notice no PA00111466 | 49° 14′ 04″ nord, 0° 27′ 40″ ouest |                   |
| Château de Menetou-Couture                        | Menetou-Couture         | Cher            | Centre-Val de Loire        | classé     | « PA00096843 », notice no PA00096843 | 47° 02′ 45″ nord, 2° 54′ 53″ est   |                   |
| Église Saint-Pardoux de Bugeat                    | Bugeat                  | Corrèze         | Nouvelle-Aquitaine         | classé     | « PA00099704 », notice no PA00099704 | 45° 35′ 50″ nord, 1° 55′ 39″ est   |                   |
| Église Saint-Martin-et-Saint-Blaise de Soudeilles | Soudeilles              | Corrèze         | Nouvelle-Aquitaine         | classé     | « PA00099900 », notice no PA00099900 | 45° 26′ 39″ nord, 2° 04′ 45″ est   |                   |
| Hôtel Chambellan                                  | Dijon                   | Côte-d'Or       | Bourgogne-Franche-Comté    | classé     | « PA00112289 », notice no PA00112289 | 47° 19′ 20″ nord, 5° 02′ 26″ est   |                   |
| Cellier de Clairvaux                              | Dijon                   | Côte-d'Or       | Bourgogne-Franche-Comté    | classé     | « PA00112248 », notice no PA00112248 | 47° 19′ 32″ nord, 5° 02′ 27″ est   |                   |
| Église Notre-Dame de Soudan                       | Soudan                  | Deux-Sèvres     | Nouvelle-Aquitaine         | classé     | « PA00101375 », notice no PA00101375 | 46° 25′ 10″ nord, 0° 06′ 40″ ouest |                   |
| Immeuble                                          | Bordeaux                | Gironde         | Nouvelle-Aquitaine         | classé     | « PA00083231 », notice no PA00083231 | 44° 50′ 28″ nord, 0° 34′ 14″ ouest |                   |
| Immeuble                                          | Bordeaux                | Gironde         | Nouvelle-Aquitaine         | classé     | « PA00083238 », notice no PA00083238 | 44° 50′ 30″ nord, 0° 34′ 15″ ouest |                   |
| Immeuble                                          | Bordeaux                | Gironde         | Nouvelle-Aquitaine         | classé     | « PA00083239 », notice no PA00083239 | 44° 50′ 30″ nord, 0° 34′ 15″ ouest |                   |
| Immeuble                                          | Bordeaux                | Gironde         | Nouvelle-Aquitaine         | classé     | « PA00083233 », notice no PA00083233 | 44° 50′ 28″ nord, 0° 34′ 14″ ouest |                   |
| Immeuble                                          | Bordeaux                | Gironde         | Nouvelle-Aquitaine         | classé     | « PA00083240 », notice no PA00083240 | 44° 50′ 30″ nord, 0° 34′ 15″ ouest |                   |
| Hôtel de préfecture d'Indre-et-Loire              | Tours                   | Indre-et-Loire  | Centre-Val de Loire        | classé     | « PA00098264 », notice no PA00098264 | 47° 23′ 35″ nord, 0° 41′ 30″ est   |                   |
| Église Saint-Vincent-de-Paul                      | Blois                   | Loir-et-Cher    | Centre-Val de Loire        | classé     | « PA00098345 », notice no PA00098345 | 47° 35′ 12″ nord, 1° 19′ 47″ est   |                   |
| Théâtre de Jublains                               | Jublains                | Mayenne         | Pays de la Loire           | classé     | « PA00109517 », notice no PA00109517 | 48° 15′ 17″ nord, 0° 29′ 39″ ouest |                   |
| Rubricaire                                        | Sainte-Gemmes-le-Robert | Mayenne         | Pays de la Loire           | classé     | « PA00109594 », notice no PA00109594 | 48° 12′ 55″ nord, 0° 21′ 54″ ouest |                   |
| Ossuaire de Dalhain                               | Dalhain                 | Moselle         | Grand Est                  | classé     | « PA00106750 », notice no PA00106750 | 48° 53′ 19″ nord, 6° 33′ 44″ est   |                   |
| Hôtel Tixier de Brolac                            | Clermont-Ferrand        | Puy-de-Dôme     | Auvergne-Rhône-Alpes       | classé     | « PA00092009 », notice no PA00092009 | 45° 46′ 44″ nord, 3° 05′ 10″ est   |                   |
| Château de Vassel                                 | Vassel                  | Puy-de-Dôme     | Auvergne-Rhône-Alpes       | classé     | « PA00092454 », notice no PA00092454 | 45° 45′ 53″ nord, 3° 18′ 29″ est   |                   |
| Église Saint-Étienne d'Augers-en-Brie             | Augers-en-Brie          | Seine-et-Marne  | Île-de-France              | classé     | « PA00086801 », notice no PA00086801 | 48° 40′ 47″ nord, 3° 21′ 23″ est   |                   |
| Église Saint-Martin de Champcenest                | Champcenest             | Seine-et-Marne  | Île-de-France              | classé     | « PA00086858 », notice no PA00086858 | 48° 40′ 12″ nord, 3° 16′ 59″ est   |                   |
| Immeuble                                          | Montauban               | Tarn-et-Garonne | Occitanie                  | classé     | « PA00095817 », notice no PA00095817 | 44° 01′ 04″ nord, 1° 21′ 16″ est   |                   |
| Immeuble                                          | Montauban               | Tarn-et-Garonne | Occitanie                  | classé     | « PA00095828 », notice no PA00095828 | 44° 01′ 02″ nord, 1° 21′ 15″ est   |                   |
| Immeuble                                          | Montauban               | Tarn-et-Garonne | Occitanie                  | classé     | « PA00095831 », notice no PA00095831 | 44° 01′ 03″ nord, 1° 21′ 14″ est   |                   |
| Immeuble                                          | Montauban               | Tarn-et-Garonne | Occitanie                  | classé     | « PA00095807 », notice no PA00095807 | 44° 01′ 03″ nord, 1° 21′ 13″ est   |                   |
| Immeuble                                          | Montauban               | Tarn-et-Garonne | Occitanie                  | classé     | « PA00095827 », notice no PA00095827 | 44° 01′ 02″ nord, 1° 21′ 15″ est   |                   |
| Immeuble                                          | Montauban               | Tarn-et-Garonne | Occitanie                  | classé     | « PA00095814 », notice no PA00095814 | 44° 01′ 05″ nord, 1° 21′ 15″ est   |                   |
| Immeuble                                          | Montauban               | Tarn-et-Garonne | Occitanie                  | classé     | « PA00095829 », notice no PA00095829 | 44° 01′ 02″ nord, 1° 21′ 15″ est   |                   |
| Immeuble                                          | Montauban               | Tarn-et-Garonne | Occitanie                  | classé     | « PA00095830 », notice no PA00095830 | 44° 01′ 03″ nord, 1° 21′ 14″ est   |                   |
| Immeuble                                          | Montauban               | Tarn-et-Garonne | Occitanie                  | classé     | « PA00095822 », notice no PA00095822 | 44° 01′ 02″ nord, 1° 21′ 17″ est   |                   |
| Immeuble                                          | Montauban               | Tarn-et-Garonne | Occitanie                  | classé     | « PA00095812 », notice no PA00095812 | 44° 01′ 05″ nord, 1° 21′ 14″ est   |                   |
| Immeuble                                          | Montauban               | Tarn-et-Garonne | Occitanie                  | classé     | « PA00095821 », notice no PA00095821 | 44° 01′ 03″ nord, 1° 21′ 17″ est   |                   |
| Croix de cimetière de Plaisance                   | Plaisance               | Vienne          | Nouvelle-Aquitaine         | classé     | « PA00105580 », notice no PA00105580 | 46° 19′ 50″ nord, 0° 52′ 20″ est   |                   |